# Dyscritomyia scopifera
Dyscritomyia scopifera är en tvåvingeart som beskrevs av James 1981. Dyscritomyia scopifera ingår i släktet Dyscritomyia och familjen spyflugor. Inga underarter finns listade i Catalogue of Life.